# El Niño (película de 2014)
El Niño es una película española dirigida por Daniel Monzón, con guion del propio Monzón y de Jorge Guerricaechevarría. Protagonizada por el debutante Jesús Castro, junto a Luis Tosar, Sergi López y Bárbara Lennie, la película se estrenó en España el 29 de agosto de 2014. 
Erróneamente, la película se ha relacionado con la figura de Mohamed Taieb Ahmed, alias El Nene, aunque su director ha negado que sea así señalando que el largometraje usa como base la mezcla de la vida de varios narcotraficantes de los años 1980 que operaban entre las costas del norte de África y las de Cádiz, sin centrarse en ninguna figura en concreto.

## Argumento
Cuenta la iniciación de dos jóvenes en el mundo del narcotráfico. A su vez, dos agentes de policía especializados en desmantelar redes de tráfico de drogas persiguen esta trama y a ambos jóvenes delincuentes. La historia transcurre en el estrecho de Gibraltar.

## Reparto
| Intérprete               | Personaje                 |
| ------------------------ | ------------------------- |
| Jesús Castro             | El Niño                   |
| Luis Tosar               | Jesús                     |
| Sergi López              | Vicente                   |
| Bárbara Lennie           | Eva                       |
| Ian McShane              | El Inglés                 |
| Eduard Fernández         | Sergio                    |
| Mariam Bachir            | Amina                     |
| Jesús Carroza            | El Compi                  |
| Moussa Maaskri           | Rachid                    |
| Said Chatiby             | Halil                     |
| Juan Motilla             | Manolo                    |
| Luka Peroš               | Murat                     |
| Inma Pérez               | Carmen                    |
| Mario de la Rosa         | G.A.R. Agente             |
| José Manuel Poga         | Mario                     |
| Ales Furundarena         | Magistrado                |
| Abel Mora                | Hombre del puerto         |
| Somaya Taoufiki          | Amiga de Amina            |
| Daniel Morilla           | Técnico de laboratorio    |
| Oti Manzano              | Técnico escáner           |
| Juan Carlos Villanueva   | Don Manuel                |
| Elías Pelayo             | Teniente Guardia Civil    |
| Antonio Gómiz            | G.A.R. Agente             |
| Chico García             | Guardia Civil Gibraltar 1 |
| Chema Del Barco          | Jefe de Taller            |
| Khaled Kouka             | Magrebí 3                 |
| María García             | Marifé                    |
| Simón Ferrero            | Policía secreta           |
| Rafael Puerto            | Guardia Civil Gibraltar 2 |
| José Tomás Caballero     | Tío de Compi              |
| Juan Francisco Rodríguez | Pescador                  |
| Abdel Saou Arraiss       | Magrebí 1                 |
| Monai Saou Ahmed         | Magrebí 2                 |
| Fouad Mazroua            | Marroqui Azotea           |
| Bouzekri El Gattaoui     | Hombre Desdentado         |
| Abdelghani Hraira        | Chico Magrebí 1           |
| Yassin Felbus            | Chico Magrebí 2           |
| Apll Abbassi             | Magrebí Barca 1           |
| Jawad Sakhi              | Magrebí Barca 2           |
| Mohamed Hilat            | Magrebí Sicario 1         |
| Nizar El Akel            | Magrebí Sicario 2         |
| Joaquim Guedes           | Nando                     |

## Recepción

### Taquilla
En su primer fin de semana la película fue vista por 420.000 espectadores dejando 2,85 millones de euros en taquilla. Estos datos iniciales son aún mejores que los alcanzados por Ocho apellidos vascos, el otro gran estreno español del año.

## Banda sonora
India Martínez pone su voz en la banda sonora de la película con el tema "Niño sin miedo".

## Palmarés cinematográfico
XXIX edición de los Premios Goya
| Categoría                     | Persona                                                        | Resultado |
| ----------------------------- | -------------------------------------------------------------- | --------- |
| Mejor película                | Mejor película                                                 | Nominada  |
| Mejor director                | Daniel Monzón                                                  | Nominado  |
| Mejor actriz de reparto       | Bárbara Lennie                                                 | Nominada  |
| Mejor actor de reparto        | Eduard Fernández                                               | Nominado  |
| Mejor actor revelación        | Jesús Castro                                                   | Nominado  |
| Mejor guion original          | Daniel Monzón Jorge Guerricaechevarría                         | Nominados |
| Mejor música original         | Roque Baños                                                    | Nominado  |
| Mejor canción original        | Niño sin miedo. India Martínez; Riki Rivera; David Santisteban | Ganadores |
| Mejor fotografía              | Carles Gusi                                                    | Nominado  |
| Mejor montaje                 | Mapa Pastor                                                    | Nominada  |
| Mejor dirección artística     | Antón Laguna                                                   | Nominado  |
| Mejor dirección de producción | Edmon Roch Toni Novella                                        | Ganadores |
| Mejor diseño de vestuario     | Tatiana Hernández                                              | Nominada  |
| Mejor maquillaje y peluquería | Raquel Fidalgo David Martí Noé Montes                          | Nominados |
| Mejor sonido                  | Sergio Bürmann Marc Orts Oriol Tarragó                         | Ganadores |
| Mejores efectos especiales    | Raúl Romanillos Guillermo Orbe                                 | Ganadores |

#### Premios Platino
| Año  | Categoría             | Candidato   | Resultado |
| ---- | --------------------- | ----------- | --------- |
| 2015 | Mejor Música Original | Roque Baños | Nominado  |